# Sabre (vela)

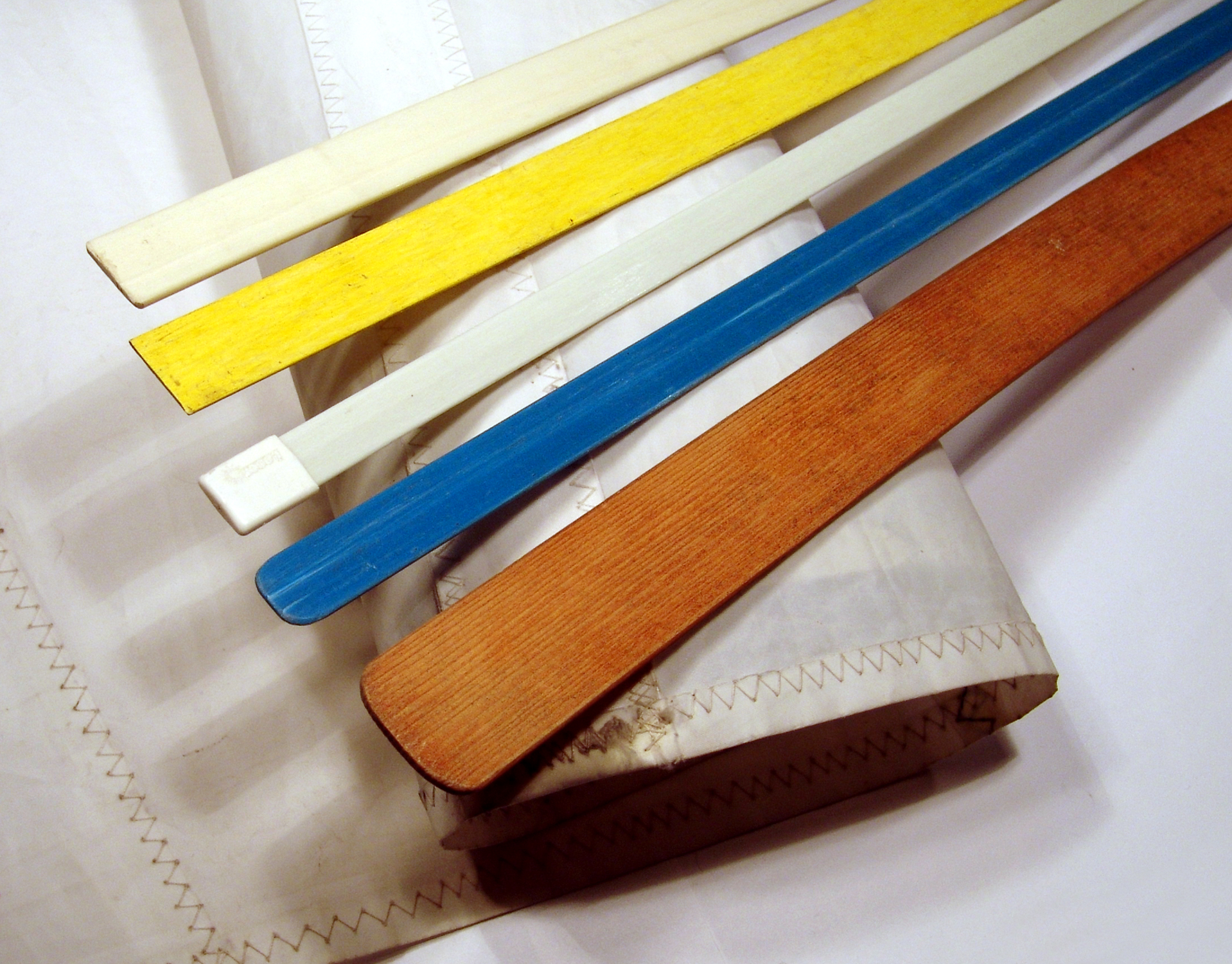
Diversos sabres per a veles.

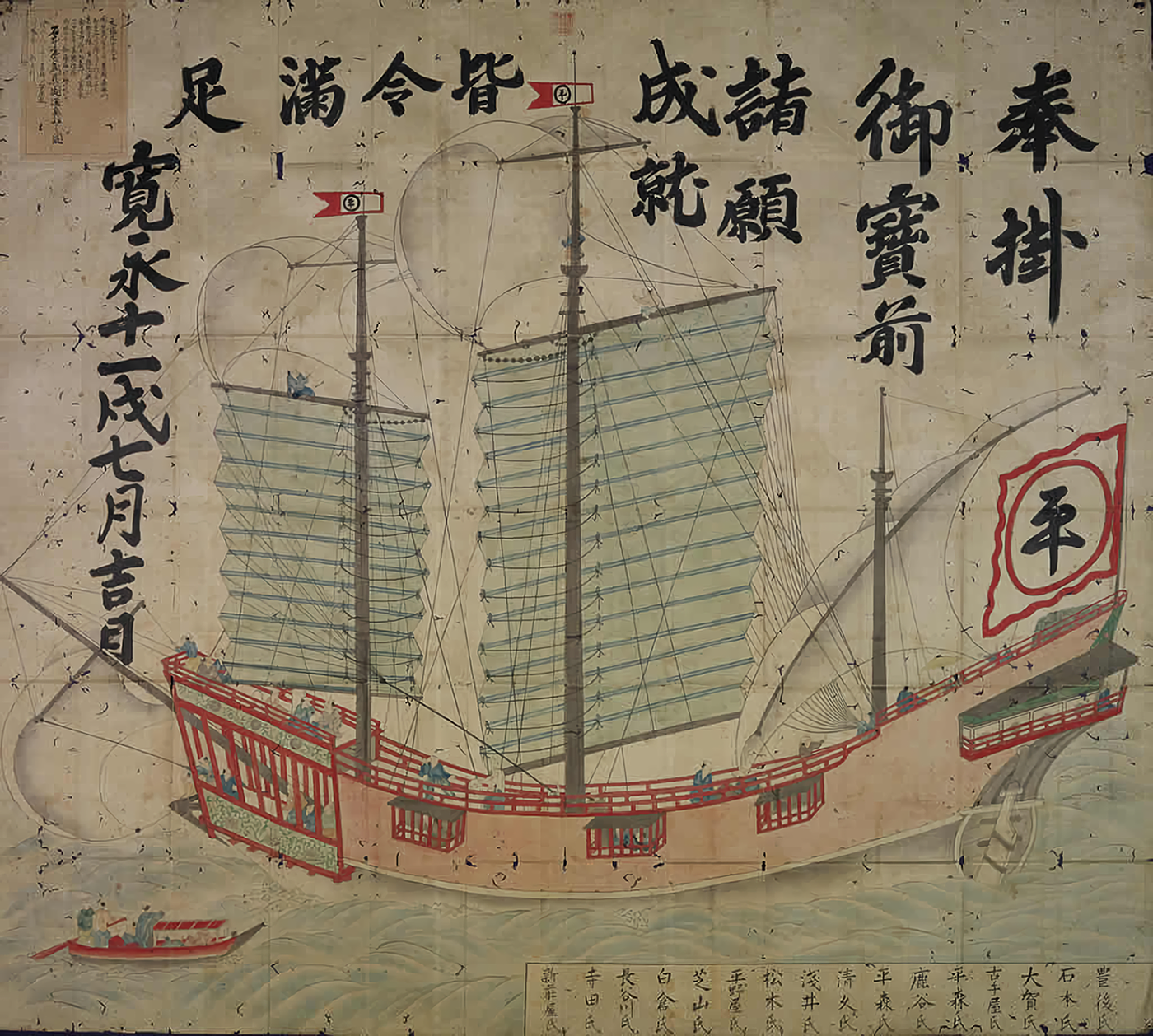
Un dels juncs de comerç del Japó de 1634

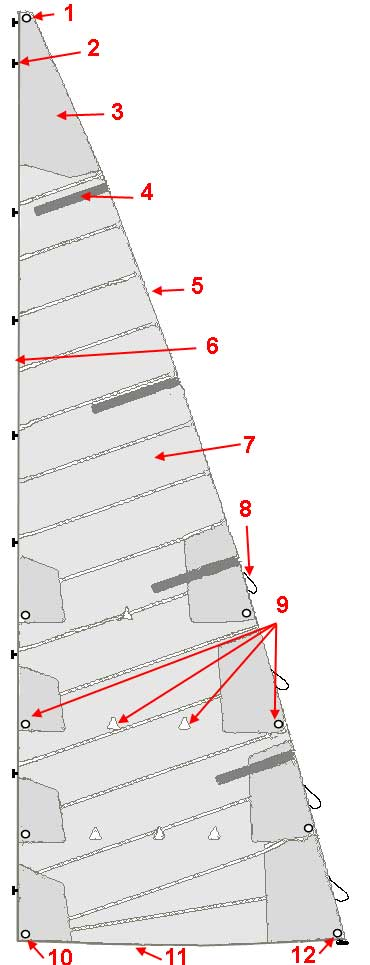
Vela marconi o bermudiana. 1. Puny de drissa o de pena, 2. Garrutxo, 3. Reforç de gràtil (si és de teixit), planxa de gràtil (si és de material rígid), 4. Sabre, 5. Baluma o caient de popa, 6. Gràtil o caient de proa, 7. Vela marconi o bermudiana, 8. Gassa o baga, 9. Faixa de rissos, 10. Puny d'amura, 11. Pujament, 12. Puny d'escota

Un sabre per a veles és un accessori que permet que una  vela (o una part d'una vela) adopti una forma més adequada per a rebre el vent. Un sabre modern es pot descriure com una peça allargada i plana, relativament prima i de secció rectangular, que és relativament flexible tot i conservant una certa rigidesa.
Hi ha dues menes de sabres: els normals (que només ocupen una part de l'ample de la vela) i els totals o de tot ample (que van de banda a banda de la vela, en posició aproximadament horitzontal).
Cada sabre es munta en una beina, una mena de butxaca cosida a la vela. Una part de la beina queda oberta i permet muntar i desmuntar el sabre, sense cap accessori addicional. Generalment, abans de plegar una vela, cal desmuntar els sabres (tots o alguns).

## Història
Hi ha una mena de vaixells, els juncs, que duen veles amb sabres a tot l'ample de la vela. El conjunt de vela i sabres funciona com una mena de persiana. És fàcil d'hissar i d'arriar. I és igualment fàcil arrissar la vela fins a deixar una superfície vèlica adequada a les necessitats de la navegació o la voluntat del patró.
- Els juncs estan documentats des del segle segon dC, tot i que el seu origen se suposa que és anterior.[3][4]

## Aplicacions

### Allunament
Una de les aplicacions típiques dels sabres és en les veles marconi o bermudianes. Aquestes veles acostumen a fabricar-se amb un allunament considerable a la baluma. Aquesta elecció deixa que la part de la vela que queda a l'exterior de la recta que va des del puny de pena fins al puny d'escota no participi de la tensió que haurien de proporcionar els punys esmentats. Un conjunt de sabres permet solucionar el problema. Cada sabre és un element de suport que, parcialment ancorat a la part directament tensada de la vela (la que queda a la part interior la recta que va des del puny de pena fins al puny d'escota), permet tensar una part de l'allunament. Un conjunt de sabres apropiat permet que tot l'allunament quedi degudament tensat formant part de la vela com a element aerodinàmic de propulsió del vaixell.

### Veles amb sabres a tot ample
Algunes veles estan dissenyades i fabricades per a funcionar amb un conjunt de sabres disposats de banda a banda de la vela. Generalment es tracta de veles mestres del tipus bermudià, però també hi ha flocs que es beneficien del sistema.
- Els sabres totals poden anar muntats sense tensió inicial (muntats balders dins de les beines) o amb tensió inicial (de manera que en posició de repòs de la vela quedin amb una certa curvatura).
- Hi ha sistemes que permeten ajustar la tensió dels sabres en plena navegació.

### Vela bermudiana truncada

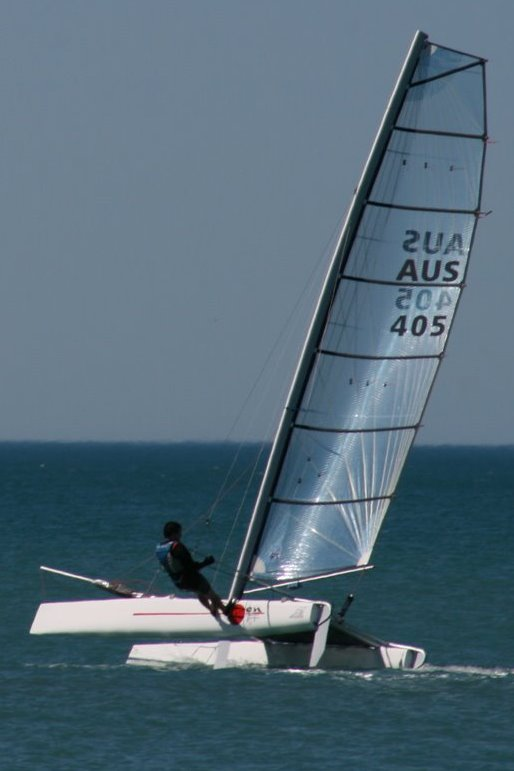
Catamarà Formula 16 amb una vela marconi truncada.

Les veles bermudianes truncades són un cas particular de la vela bermudiana normal. Pel que fa als sabres, aquestes veles necessiten dos sabres especials: el sabre de pena i el sabre diagonal. Ambdós sabres formen un triangle amb la porció de l'arbre (o pal) sobre la qual reposen. Aquest triangle ha de ser prou rígid (en sentit vertical) per a poder resistir les tensions importants que provoca el vent sobre la part de vela que suporta.
A més dels sabres especials, moltes veles d'aquesta mena disposen d'un conjunt de sabres de banda a banda.

## Materials

### Materials tradicionals
Els sabres tradicionals es feien de fusta. En el cas dels juncs eren (i són) freqüents els sabres construïts a partir de canyes de bambú, sense gaires manipulacions, mantenint la forma natural de la canya.

#### Rigidesa relativa a laflexió

Exemple de flexió mecànica: la biga de dalt es troba en estat de repòs, en la figura de sota aquest element és sotmès a una força, l'element en conseqüència es doblega en el mateix sentit de la força.

Els sabres treballen, bàsicament, a flexió.
A partir de la densitat d i del mòdul d'elasticitat E és possible calcular la rigidesa relativa de diversos materials, que es pot escriure R = E/d³.
| Material | Densitat | Mòdul d'elasticitat (kg/mm²) | Rigidesa relativa |
| -------- | -------- | ---------------------------- | ----------------- |
| Fusta    | 0,55     | 950                          | 5.700             |
| PRFV     | 1,5      | 950                          | 280               |
| Alumini  | 2,7      | 7.100                        | 360               |
| Acer     | 7,8      | 21.000                       | 44                |

Les xifres demostren una de les grans qualitats de la fusta com a element estructural: una rigidesa relativa molt elevada, comparada amb altres materials usats habitualment. Des del punt de vista mecànic, la fusta (alguns tipus de fusta) és un material molt adequat per a sabres.

### Materials moderns
Els sabres moderns acostumen a ser de materials sintètics: polímers termoplàstics, polímers termoestables, plàstics reforçats amb fibra de vidre, compòsits a base de fibra de carboni,...

#### Fabricació
Els sabres normals són de secció constant i poden ser fabricats per pultrusió. És freqüent l'ús de protectors de formes arrodonides i/o materials de consistència elastomèrica perquè els extrems del sabre no actuïn contra la beina.

## Casos especials
En general els sabres són peces senzilles i poc sol·licitades. Hi ha casos especials que exigeixen sabres més sofisticats: construïts amb materials exòtics, de secció variable al llarg del sabre, de secció buida,...

## Exemples

Finn
Europe
470
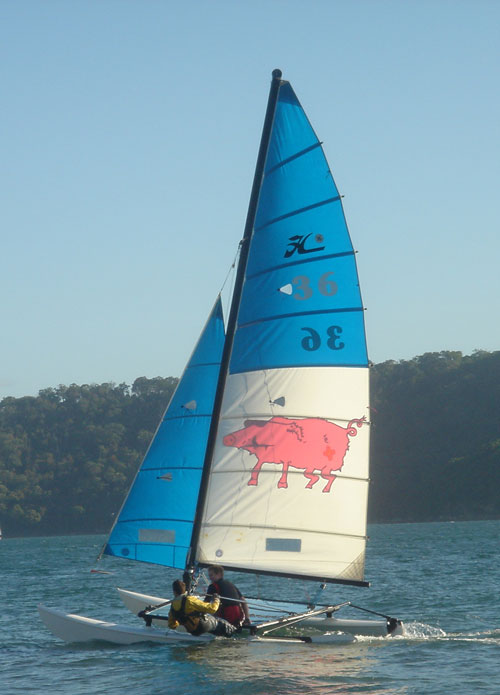
Hobie Cat 16